# Idaea substraminata
Idaea substraminata là một loài bướm đêm trong họ Geometridae.